# المكتبة العادلية

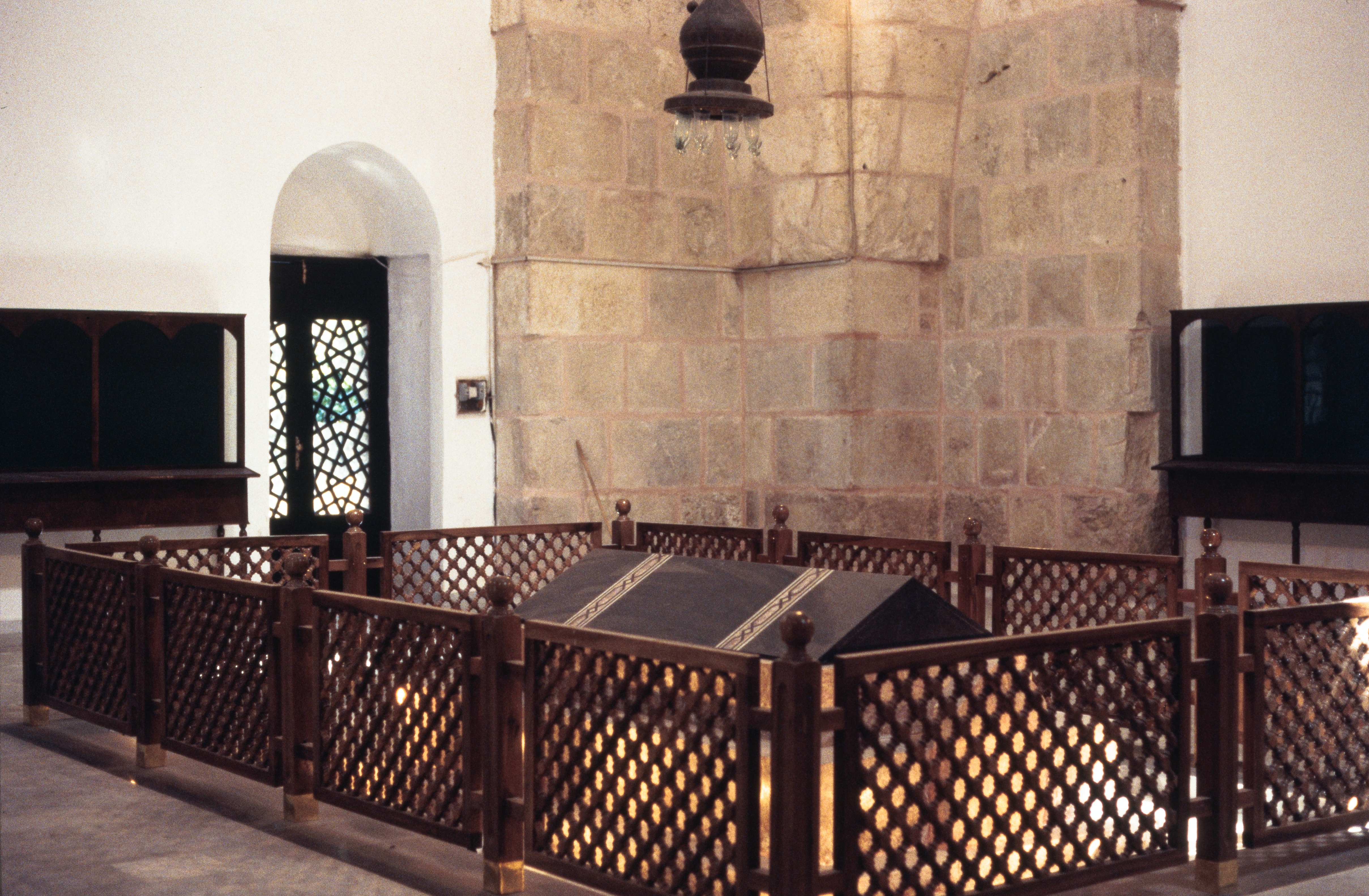
ضريح الملك العادل سيف الدين أبي بكر والمدرسة العادلية بدمشق والتي بنيت 1173م

المكتبة العادلية إحدى أقدم مكتبات مدينة دمشق القديمة في سوريا. تقع في منطقة باب البريد قرب المسجد الأموي في دمشق القديمة في مقابل المكتبة الظاهرية، ظلت مدرسة ومكتبة وقفية لمئات السنين حتى عام 1420 ونيّف من الهجرة.

## نسبة لمن
تنسب المكتبة العادلية للملك العادل سيف الدين أبي بكر بن أيوب، والد الملوك الأيوبيين وأخي صلاح الدين الأيوبي، وكانت الغاية من بنائها العناية باللغة العربية، وكانت مقرًا للمتحف الوطني أيام الانتداب الفرنسي، ثم أصبحت المقر لأول مجمع للغة العربية في العالم العربي، “وفق ما أكده مدير المكتبة العادلية أنور درويش لتلفزيون الخبر.

## نبذة عن المكتبة
عُنيت المكتبة منذ تأسيسها بتدريس اللغة العربية، وتعرضت للهدم أيام قازان، حيث هدم قسم منها وأعيد بناؤها، وظلت تحت سيطرة مفتي دمشق لمدة ثلاثة أجيال وتحولت حينها إلى سكن. أعاد إحياءها وسيرتها الأولى “كرد علي” وحينها أُسس فيها أول مجمع لغة عربية في العالم، إضافة إلى أنها شهدت تأسيس المتحف الوطني فيها، أيام الانتداب “الفرنسي”، ودارت فيها أحداثٌ جسامٌ ونزل بها عباقرة العلماء والأدباء.
كما أن المكتبة شهدت أول لقاء أدبي لأحمد شوقي وخليل مطران وحافظ إبراهيم بعد مرور ألف عام على وفاة أبو علاء المعري، وشهدت أيضًا تأليف أهم المخطوطات التاريخية وكان أهمها “ألفية ابن مالك” في النحو.
تُعد المكتبة العادلية نموذجًا لعمائر العهد الأيوبي، فهي تعتبر من أهم المباني من حيث التخطيط ورصانة البناء، والعناصر المعمارية المتقنة الصنع. وقد طرأ على مخططها الأصلي بعض التعديل، لكن أقسامها الرئيسية وعناصرها الهامة لا تزال تحافظ على وضعها الأصيل، ومن ذلك واجهتها الشرقية والجنوبية وبوابتها.
تمثل بوابة المكتبة هندسة فريدة لا تشبه البوابات المألوفة في العصر الأيوبي، وتتألف من فجوة ترتفع بارتفاع الواجهة الحجرية، مسقوفة بعقد من الحجر في وسطه حجر متدلٍ كالمفتاح.

## أقسامها
- قسم المكتبة الفرنسية.
- قسم المكتبة الإنكليزية.
- قسم الدوريات”المجلات”.
- قسم اللغات المختلفة بما يقارب 13 لغة.[2]